# Carl Fredrik Hagen
Carl Fredrik Hagen (Oppegård, 26 september 1991) is een Noors voormalig  wielrenner en mountainbiker.

## Carrière
In zowel 2015 als 2016 werd Hagen nationaal kampioen crosscountry. Op de weg won hij in 2017 de derde etappe van de Ronde van de Elzas. In 2018 eindigde hij, zonder een etappe te winnen, bovenaan het algemeen klassement van de Ronde van de Jura

## Overwinningen
2016
Bergklassement Ronde van Bretagne
Bergklassement Tour des Fjords
Bergklassement Ronde van Oost-Bohemen
2017
Bergklassement Ronde de l'Oise
3e etappe Ronde van de Elzas
2018
Eindklassement Ronde van de Jura

## Resultaten in voornaamste wedstrijden
| Jaar | Ronde van Italië | Ronde van Frankrijk | Ronde van Spanje |
| ---- | ---------------- | ------------------- | ---------------- |
| 2018 |                  |                     |                  |
| 2019 |                  |                     | 8e               |
| 2020 | 42e              |                     |                  |
| 2021 |                  |                     |                  |
| 2022 |                  |                     | 34e              |

| Jaar | Ronde van Lombardije | Clásica San Sebastián |  | WK op de weg |  | Wereldranglijsten |
| ---- | -------------------- | --------------------- |  | ------------ |  | ----------------- |
| 2018 |                      |                       |  | 54e          |  | 348e (UWR)        |
| 2019 | 72e                  |                       |  | opgave       |  | 145e (UWR)        |
| 2020 |                      |                       |  | 73e          |  |                   |
| 2021 |                      |                       |  |              |  |                   |
| 2022 | 97e                  | 22e                   |  |              |  |                   |

## Ploegen
- 2015 –  Team Sparebanken Sør
- 2016 –  Team Sparebanken Sør
- 2017 –  Joker Icopal
- 2018 –  Joker Icopal
- 2019 –  Lotto Soudal
- 2020 –  Lotto Soudal
- 2021 –  Israel Start-Up Nation
- 2022 –  Israel-Premier Tech
- 2023 –  Q36.5 Pro Cycling Team
- 2024 –  Q36.5 Pro Cycling Team

Aasheim · Dahl · Evensen · Forfang · Hagen · Hoelgaard · Hoem · Knotten · Røinås · Skjerping · Tiller · Vangstad
Armée · Benoot · Blythe · Campenaerts   · De Buyst · De Gendt · Dewulf · Ewan · Frison · Hagen · Hansen · Iversen · Keukeleire · Kluge · Lambrecht · Maes · Marczyński · Mertz · Monfort · Naesen · Thijssen · Van der Sande · van Goethem · Van Moer · Vanendert · Vanhoucke · Wallays · Wellens · Wouters
Armée · Cras · De Buyst · De Gendt · Degenkolb · Dewulf · Dibben · Ewan · Frison · Gilbert · Goossens · Hagen · Hansen · Holmes · Iversen · Kluge · Maes · Marczyński · Mertz · Oldani · Thijssen · Van der Sande · Van Goethem · Van Moer · Vanhoucke · Vermeersch (vanaf 1 juni) · Wallays · Wellens
Barbier · Berwick · Bevin · Biermans · Boivin · Brändle · Cataford · Cimolai · De Marchi · Dowsett · Einhorn · Froome · Goldstein · Greipel · Hagen · Hermans · Hofstetter · Hollenstein · Impey · Jones vanaf 1 juli · Martin · Neilands · Niv · Piccoli · Renard · Sagiv · Vahtra · Van Asbroeck · Vanmarcke · Woods · Würtz Schmidt · Zabel
Barbier · Berwick · Bevin · Biermans · Boivin · Brändle · Cataford · Clarke · De Marchi · Dowsett · Einhorn · Froome · Fuglsang · Goldstein · Hagen · Hermans · Hollenstein · Houle · Impey · Jones · Neilands · Niv · Nizzolo · Piccoli · Sagiv (tot 3/8) · Strong · Teuns (vanaf 5/8) · Van Asbroeck · Vanmarcke · Woods · Würtz Schmidt · Zabel · Riccitello (stagiair)
Abreha · Badilatti · Bauer · Brambilla · Calzoni · Camprubi · Christen · Colombo · Conca · Davis · Devriendt · Donovan · Fedeli · Hagen · Howson · Ludvigsson · Małecki · Monk · Moschetti · Parisini · Puppio · Rosskopf · Sajnok · Zukowsky · Novák (stagiair)
Abreha · Azparren · Badilatti · Brambilla · Calzoni · Camprubi · Christen · Colombo (vanaf 1/8) · Conca · de la Cruz · Devriendt · Donovan · Fancellu · Frison · Hagen · Howson · Ludvigsson · Małecki · Monk · Moschetti · Nizzolo · Parisini · Rosskopf · Sajnok · Steimle · Townsend · Whelan · Zukowsky · Krijnsen (stagiair) · Sommer (stagiair)